# Larissa Tsagaraieva
Larissa Tsagaraieva   (Vladikavkaz, 4 d'octubre de 1958) és una tiradora d'esgrima osseta, ja retirada, especialista en floret, que va competir sota bandera de la Unió Soviètica durant les dècades de 1970 i 1980.
El 1980 va prendre part en els Jocs Olímpics d'Estiu de Moscou, on va guanyar la medalla de plata en la prova del floret per equips del programa d'esgrima.
En el seu palmarès també destaquen dues medalles d'or al Campionat del món d'esgrima, el 1979 i 1981, així com tres campionats d'Europa i dues medalles de plata a les Universíades.